# Шмель-кукушка норвежский
Шмель-кукушка норвежский (Bombus norvegicus) — вид шмелей-кукушек из семейства настоящих пчёл. Палеарктика. Евро-сибирский температный вид. В горах встречается на высоте до 2500 метров над уровнем моря.

## Описание
Длина тела самок 18-20, самцов 13-17 мм.
Самка: Голова округлая. Усики 12-члениковые. Верхняя губа треугольной формы. Мандибулы немного удлинённые, слабо изогнутые, при смыкании не заходят одна за другую. Передняя часть спинки чёрная, 3-й тергит по бокам и 4-й тергит полностью покрыты светло-желтыми волосками. Опушение короткое и относительно равномерное. Брюшко имеет 6 тергитов. Шестой тергит посередине слегка угловатый, крышеобразный. При рассматривании конца брюшка сверху виден последний стернит. Задние голени имеют шпоры, равномерно опушенные, без «корзиночки». Жало имеется.
Самец. Голова короткая, практически квадратная, с жесткими редкими волосками. Усики состоят из 13-члеников. Передняя часть спинки в жёлтых волосках, щиток в черных волосках. Первый тергит брюшка большей частью, 3-й и 4-й полностью в белых, 5-й и 7-й в коричневатых волосках. Опушение всего тела равномерное. Брюшко имеет 7 тергитов. Средние стерниты брюшка покрыты коричневыми или черными волосками. Задние голени узкие, покрытые короткими волосками. Жало отсутствует, но имеются клешневидные гениталии.

## Биология
Клептопаразит у Bombus hypnorum. Собственных гнёзд не строит, яйца и личинки развиваются в гнёздах других видов шмелей. Обитает на лугах, опушках, полянах. Встречается не часто.